# Кангуаретама
Кангуаретама (порт. Canguaretama) — муниципалитет в Бразилии, входит в штат Риу-Гранди-ду-Норти. Составная часть мезорегиона Восток штата Риу-Гранди-ду-Норти. Входит в экономико-статистический микрорегион Литорал-Сул. Население составляет 30 035 человек на 2006 год. Занимает площадь 245,529 км². Плотность населения — 122,3 чел./км².
Праздник города — 19 июля.

## История
Город основан 19 июля 1858 года.

## Статистика
- Валовой внутренний продукт на 2003 год составляет 62 675 478,00 реалов (данные: Бразильский институт географии и статистики).
- Валовой внутренний продукт на душу населения на 2003 год составляет 2187,78 реалов (данные: Бразильский институт географии и статистики).
- Индекс развития человеческого потенциала на 2000 год составляет 0,600 (данные: Программа развития ООН).